# The Sorrows
The Sorrows is een Britse rockband uit de jaren 1960.

## Bezetting

### Bij oprichting
- Philip (Pip) Whitcher - (geb. 1943, Coventry) - (leadgitaar, zang)
- Don Fardon - (geb. als Donald Arthur Maughn, 19 augustus 1940,  Coventry) - (zang)
- Philip (Phil) Packham - (geb. 13 juni 1945, Bidford-on-Avon, nabij Stratford, Warwickshire) - (basgitaar)
- Terry Juckes - (geb. 27 augustus 1943, Broadway) - (ritmegitaar, zang)
- Bruce Finley - (geb. 20 september 1944, Huntly, Aberdeenshire, Schotland) - (drums)

### Na 1966
- Philip (Pip) Whitcher - (ritmegitaar, zang)
- Wesley 'Wez' Price  - (geb. 19 juli 1945, Coventry, Warwickshire) - (basgitaar)
- Roger (Rog) Lomas - (geb. als Roger David Lomas, 8 oktober 1948, Keresley Hospital, Coventry, Warwickshire) - (leadgitaar, 1966-1967)
- Bruce Finley - (drums)
- Chuck Fryers - (geb. als Alan Paul Fryers, 24 mei 1945, Bognor Regis, West Sussex) - (gitaar, zang, 1967-1969)
- Geoff Prior - (basgitaar, 1967)
- Chris Smith - (leadzang, hammondorgel)

### Na 2011
- Don Fardon - (leadzang)
- Phil Packham - (zang, basgitaar)
- Nigel Lomas - (zang, drums)
- Marcus Webb - (leadgitaar)
- Brian Wilkins - (gitaar, harmonica, zang)

### Na 2013
- Don Fardon - (leadzang)
- Nigel Lomas - (zang, drums)
- Marcus Webb - (leadgitaar)
- Brian Wilkins - (gitaar, harmonica en zang)
- Mark Mortimer - (basgitaar (vervangen door Phil Packham in oktober 2013)
- Paul Rollason - (leadgitaar (vervangen door Marcus Webb in maart 2017)

## Geschiedenis
De band werd opgericht in 1963 en toerde een maand lang door Duitsland. De eerste opname van de band was een versie van Smoke Gets in Your Eyes, opgenomen in Joe Meeks badkamer. Ze werden gecontracteerd door Pye Records, de dochtermaatschappij van Piccadilly Records en gingen werken met producent John Schroeder. Ze publiceerden hun eerste album Take a Heart (1965) bij Piccadilly. The Sorrows speelden een harde, agressieve versie van eigentijdse r&b, later werd deze muziekstijl freakbeat genoemd.
Nadat de band enkele bescheiden hitklasseringen had bereikt in de Britse hitlijst, verlieten Don Fardon en Phil Packham de band. Fardon had met Indian Reservation een hit in de Britse hitlijst. Wez Price vervoegde zich bij de band als bassist, Roger Lomas werd leadgitarist en Pip Whitcher werd zanger. De band verkaste naar Italië, waar ze redelijk succesvol waren. Whitcher en Lomas namen later op bij Air Studios onder Mike Sullivan.  
Lomas werd tijdens de vroege jaren 1980 platenproducer bij zijn eigen bedrijf ROLO Production en produceerde skabands als Bad Manners. In 2003 produceerde Lomas het met een Grammy Award gewaardeerde album Jamaican E.T. voor Lee 'Scratch' Perry.
In 2011 werd de band heropgericht door Fardon en Packham en begonnen ze weer live te spelen.

## Discografie

### Singles
- 1965: I Don't Wanna Be Free" / "Come With Me (Piccadilly)
- 1965: Baby / Teenage Letter (Piccadilly)
- 1965: Take a Heart / We Should Get Along Fine (Piccadilly/Warner Bros.)
- 1965: Nimm mein Herz (Duitse versie van Take a Heart) / Sie war mein Girl (Deutsche Vogue)
- 1966: You've Got What I Want / No No No No (Piccadilly)
- 1966: Let The Live Live / Don't Sing No Sad Songs For Me (Piccadilly)
- 1966: Let Me In / How Love Used To Be (Piccadilly)
- 1967: Pink, Purple, Yellow and Red / My Gal (Piccadilly)
- 2014: Gonna Find A Cave / Dont Do That / Doin Alright Tonight (ep) (Rise Above)

### Albums
- 1965: Take a Heart  (Baby / No No No No / Take a Heart / She's Got The Action / How Love Used To Be / Teenage Letter / I Don't Wanna Be Free / Don't Sing No Sad Songs For Me / Cara-lin / We Should Get Along Fine / Come With Me / Let Me In)
- 1967: Old Songs, New Songs -  (Miura); officieel geherpubliceerd op cd door Wooden Hill Records in 2009
- 1987: Pink, Purple, Yellow and Red -  (lp, Bam-Caruso)
- 1991: The Sorrows -  (cd, Sequel Records)